# Kristiāns Pelšs
Ne pas confondre avec le joueur de tennis Kristian Pless
Kristiāns Pelšs (né le 9 septembre 1992 à Preiļi en Lettonie - mort le 11 juin 2013 à Riga en Lettonie) est un joueur professionnel de hockey sur glace letton. Formé au hockey sur glace en Lettonie, il rejoint l'Amérique du Nord en 2010 après avoir été choisi lors du repêchage de la Ligue nationale de hockey par les Oilers d'Edmonton.
Joueur international entre 2009 et 2012, il joue pendant deux saisons avec les Oil Kings d'Edmonton de la Ligue de hockey de l'Ouest, organisation junior du hockey d'Amérique du Nord. Lors de la deuxième saison, Pelšs et les Oil Kings remportent la saison régulière puis les séries éliminatoires de la Coupe Ed Chynoweth avant de perdre lors du match de qualification de la demi-finale de la Coupe Memorial 2012. Il joue sa première saison professionnelle dans l'ECHL puis dans la LAH en 2012-2013 mais, de retour dans son pays natal en juin 2013, il se tue à l'âge de 20 ans en sautant dans le fleuve Daugava à Riga.

## Biographie

### Ses débuts en Europe
Kristiāns Pelšs est né le 9 septembre 1992 dans la ville de Preiļi en Lettonie ; il est le fils de Inta et Einārs Pelšs, un poète letton. Kristiāns Pelšs pratique le judo dans sa jeunesse avant de faire ses débuts au hockey sur glace à l'âge de 8 ans quand la patinoire de la ville de Daugavpils a été construite, sous l'impulsion de son père. Par la suite, il joue dans la ville de Liepāja avant de revenir au sein de l'École de glace de Daugavpils, Daugavpils Ledus Skola.
Il commence sa carrière professionnelle avec le DHK Latgale-2 dans le championnat letton en 2008-2009 puis avec l'équipe première dans le championnat biélorusse la même année. AU cours de cette même saison, il est appelé pour la première fois de sa carrière pour porter le maillot de l'équipe de Lettonie. Participant aux 4 victoires de son équipe, il aide son équipe à finir à la première place du  championnat du monde moins de 18 ans dans le groupe B de la division I et à accéder ainsi en élite pour l'édition suivante. En 2010, il se joint à l'équipe junior du Dinamo Riga qui joue en Biélorussie et finit en tête du classement à l'issue de la saison régulière. À la fin de la saison, il participe une nouvelle fois au championnat du monde junior moins de 18 ans mais, désormais en élite, la Lettonie finit dernière de la première phase puis dernière des barrages. Malgré cette contre-performance nationale, il est sélectionné lors des repêchages de juin 2010 : d'abord en tant que 175e joueur dans le repêchage de la KHL par le Dinamo Riga puis au 181e rang lors du septième tour du repêchage de la Ligue nationale de hockey par les Oilers d'Edmonton. Chaque année, les joueurs juniors venant d'Europe vers l'Amérique du Nord peuvent être choisis par les équipes de la Ligue canadienne de hockey. Kristiāns Pelšs est choisi lors du premier tour de ce repêchage junior par les Oil Kings d'Edmonton de la Ligue de hockey de l'Ouest ; il est le deuxième choix de l'équipe après Marek Hrbas.

### En Amérique du Nord, champion de la Ligue de hockey de l'Ouest
Pelšs commence ainsi sa première saison en Amérique du Nord avec les Oil Kings en 2010-2011. Après 20 matchs joués au cours de la saison, il est sélectionné pour jouer avec la Lettonie dans le championnat du monde de 2011 en division I, début décembre 2010. Cette compétition se joue entre le 13 et le 19 décembre à Bobrouïsk en Biélorussie et à la fin de celle-ci, la Lettonie se classe première de son groupe avec 5 victoires en autant de rencontres avec 4 points inscrits par Pelšs. Dans la LHOu, à la fin de la saison régulière, les Oil Kings se classent quatrième de leur division mais sont éliminés dès le premier tour des séries éliminatoires. Pelšs joue 63 des 72 rencontres de son équipe pour 33 points inscrits dans la saison régulière. Comme la saison précédente, Pelšs est sélectionné pour le championnat du monde junior mais cette fois dans la division élite et en tant que capitaine. Comme avec les moins de 18 ans, le championnat se passe mal pour la Lettonie qui perd tous ses rencontres de la première phase. Ils parviennent tout de même à se maintenir en élite en battant la Norvège lors du match décisif, 2 à 1 après prolongation, Pelšs inscrivant le premier but de son équipe lors de ce match couperet. Dans la LHOu, l'équipe des Oil Kings termine la saison régulière avec 107 points, le plus haut total de toute la ligue. Le 1er mai, alors que les Oil Kings sont qualifiés pour la finale de séries, Pelšs signe son premier contrat professionnel avec les Oilers d'Edmonton pour 3 saisons,. 
En finale des séries, les Oil Kings remportent leur premier match contre les Winterhawks de Portland mais sont défaits 4 à 1 lors de la deuxième rencontre, le seul but d'Edmonton étant inscrit Pelšs. Les équipes répondent tour à tour avec une victoire d'un côté puis de l'autre lors des matchs 3, 4, 5 et 6. Le match décisif est joué le 13 mai 2012 sur la glace d'Edmonton ; les joueurs locaux l'emportent sur le score de 4 à 1 pour remporter la première Coupe Ed Chynoweth de l'histoire de l'équipe. En tant que champions de la Ligue de hockey de l'Ouest, les Oil Kings participent à la Coupe Memorial 2012 en compagnie des autres équipes juniors championnes de leur ligue respective : les Knights de London de la Ligue de hockey de l'Ontario, les Sea Dogs de Saint-Jean de la Ligue de hockey junior majeur du Québec et enfin les Cataractes de Shawinigan, également de la LHJMQ mais hôtes du tournoi. Le tournoi commence bien pour les Oil Kings qui inscrivent le premier but de la compétition dans les trois premières minutes et par l'intermédiaire de Pelšs ; il faut cependant attendre les prolongations pour qu'ils décrochent la victoire 4 à 3 par un but inscrit par Henrik Samuelsson. Ils sont cependant battus lors du deuxième match 5 à 2 et, pour la première fois depuis la mise en place du format du tournoi avec une phase de qualification, après avoir joué deux matchs, les quatre équipes sont à égalité avec une victoire et une défaite chacune. À l'issue du troisième match, Shawinigan et Edmonton terminent le tour préliminaire avec le même nombre de victoires. Un barrage est alors organisé afin de déterminer l'équipe accédant à la demi-finale. Shawinigan remporte le match 6-1 et se qualifie au détriment des Oil Kings.

### Sa dernière saison

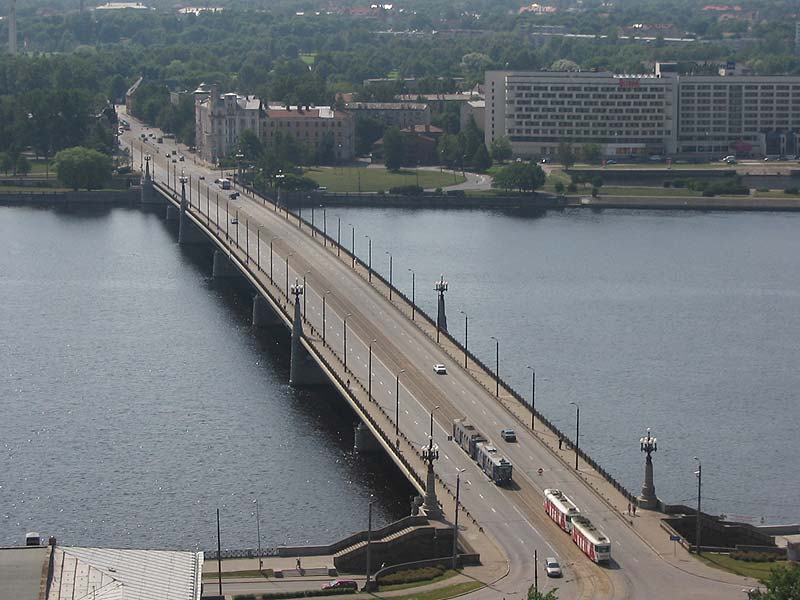
Le pont Akmens depuis lequel Kristiāns Pelšs a sauté en juin 2013.

Pour la saison 2012-2013, Pelšs ne rejoint pas les rangs de la LNH mais à la place commence la saison dans l'ECHL avec le Thunder de Stockton, équipe affiliée aux Oilers d'Edmonton. Après avoir joué 13 matchs et inscrit 2 buts pour 5 points, il est suspendu en décembre 2012 pour avoir effectué un cinglage à deux mains sur un adversaire. Il écope alors d'une suspension pour 21 rencontres. En janvier 2013, il rejoint les Barons d'Oklahoma City, autre équipe affiliée aux Oilers mais cette fois dans la Ligue américaine de hockey. Il participe à une vingtaine de rencontres de son équipe pour la fin de la saison 2012-2013 de la LAH, pour un but et sept points récoltés. Son équipe participe aux séries éliminatoires de la Coupe Calder mais Pelšs n'est pas aligné. Début juin, il rentre dans son pays et dans la nuit du 10 au 11 juin 2013, vers 2 heures du matin, après avoir passé la soirée avec des amis, Pelšs saute du haut du pont Akmens plongeant dans le fleuve Daugava qui traverse la ville de Riga. Il leur avait dit à plusieurs reprises qu'il avait envie d'aller nager. Son corps est retrouvé sans vie le 15 juin 2013 par les autorités locales,.
À la suite de sa mort, son ancienne équipe junior, les Oil Kings, lui rendent plusieurs hommages. La saison 2013-2014 de l'équipe lui est dédiée. À la fin de la saison régulière, le Prix Kristians Pelss est décerné pour la première fois par la formation au joueur considéré comme représentant le mieux l'équipe sur et en dehors de la patinoire, le premier récipiendaire étant Curtis Lazar. Alors que l'équipe remporte la finale d'Association en mai 2014, le chandail numéro 26 de Pelšs est présenté à la foule par l'équipe. 

## Statistiques

### En club
| Saison    | Équipe                     | Ligue                |    | Saison régulière | Saison régulière | Saison régulière | Saison régulière | Saison régulière |   | Séries éliminatoires | Séries éliminatoires | Séries éliminatoires | Séries éliminatoires | Séries éliminatoires |
| Saison    | Équipe                     | Ligue                | PJ | B                | A                | Pts              | Pun              | PJ               | B | A                    | Pts                  | Pun                  |                      |                      |
| 2007-2008 | Daugavpils Ledus Skola U18 | Lettonie U18         | 27 | 33               | 21               | 54               | 26               |                  |   |                      |                      |                      |                      |                      |
| 2008-2009 | Daugavpils Ledus Skola U20 | Lettonie U20         | 8  | 3                | 9                | 12               | 16               |                  |   |                      |                      |                      |                      |                      |
| 2008-2009 | DHK Latgale-2              | Latvijas hokeja līga | 22 | 9                | 11               | 20               | 24               |                  |   |                      |                      |                      |                      |                      |
| 2008-2009 | DHK Latgale                | Ekstraliga           | 31 | 3                | 4                | 7                | 14               |                  |   |                      |                      |                      |                      |                      |
| 2009-2010 | Dinamo Riga Junior         | Ekstraliga Junior    | 46 | 6                | 3                | 9                | 28               |                  |   |                      |                      |                      |                      |                      |
| 2010-2011 | Oil Kings d'Edmonton       | LHOu                 | 63 | 14               | 19               | 33               | 31               | 4                | 0 | 2                    | 2                    | 6                    |                      |                      |
| 2011-2012 | Oil Kings d'Edmonton       | LHOu                 | 63 | 28               | 22               | 50               | 95               | 17               | 5 | 5                    | 10                   | 4                    |                      |                      |
| 2012      | Oil Kings d'Edmonton       | Coupe Memorial       | 4  | 2                | 0                | 2                | 0                | -                | - | -                    | -                    | -                    |                      |                      |
| 2012-2013 | Thunder de Stockton        | ECHL                 | 13 | 2                | 3                | 5                | 15               |                  |   |                      |                      |                      |                      |                      |
| 2012-2013 | Barons d'Oklahoma City     | LAH                  | 20 | 1                | 7                | 8                | 8                |                  |   |                      |                      |                      |                      |                      |

### En équipe nationale
| Année | Compétition                      |   | PJ | B | A | Pts | Pun                                                                    |  | Résultat |
| 2009  | Championnat du monde U18 D1      | 4 | 0  | 1 | 1 | 6   | Médaille d'or du groupe B · La Lettonie est promue en Élite            |  |          |
| 2010  | Championnat du monde U18         | 6 | 2  | 1 | 3 | 0   | Neuvième place sur neuf équipes La Lettonie est reléguée en Division I |  |          |
| 2011  | Championnat du monde junior D1   | 5 | 2  | 2 | 4 | 31  | Médaille d'or du groupe A · La Lettonie est promue en Élite            |  |          |
| 2011  | Matchs internationaux Junior U20 | 5 | 2  | 2 | 4 | 31  | -                                                                      |  |          |
| 2012  | Championnat du monde junior      | 6 | 1  | 2 | 3 | 8   | Neuvième place sur 10 équipes                                          |  |          |
| 2012  | Matchs internationaux Junior U20 | 8 | 3  | 3 | 6 | 8   | -                                                                      |  |          |

## Trophées et honneurs personnels
- Choisi lors du repêchage d'entrée dans la KHL et dans la LNH en 2010
- Champion de la saison régulière puis des séries de la LHOu avec les Oil Kings d'Edmonton en 2011-2012
- Le Prix Kristians Pelss est décerné en son honneur par les Oil Kings au joueur considéré comme représentant le mieux l'équipe sur et en dehors de la patinoire